# Rogers Centre
Das Rogers Centre (bis 2005 SkyDome) ist ein Stadion mit schließbarem Dach in der größten kanadischen Stadt Toronto, Hauptstadt der Provinz Ontario. Es ist die Heimspielstätte der Toronto Blue Jays aus der Major League Baseball (MLB). Das Rogers Centre wird neben Sportveranstaltungen auch für Konzerte sowie für Messen und weitere Veranstaltungen genutzt. Im Juli 2015 wurde es bei den XVII. Panamerikanischen Spielen als Austragungsort der Baseballwettbewerbe genutzt und diente für die Eröffnungs- und Schlussfeier.
Das im Juni 1989 nach zweieinhalbjähriger Bauzeit eröffnete Stadion gilt als Reaktion auf das Olympiastadion des in innerkanadischer Konkurrenz stehenden Montreal. Es ist das erste Stadion, dessen Dach sich automatisch vollkommen öffnen lässt. Die Baukosten betrugen knapp 600 Mio. CAD. Im Januar 2005 fand die Umbenennung des Stadions in Rogers Centre nach dem kanadischen Telekommunikationsunternehmen Rogers Communications statt.

## Lage
Das Rogers Centre befindet sich inmitten des Entertainment District von Torontos südlicher Innenstadt in unmittelbarer Nachbarschaft zum östlich gelegenen CN Tower. Nördlich des Stadions verläuft die Bahnlinie, die 600 Meter östlich in den Hauptbahnhof mündet. Im Süden befindet sich ein zur Arena gehörender Bus- und PKW-Parkplatz. Unmittelbar südlich davon verläuft parallel zur Bahnlinie die Stadtautobahn Gardiner Expressway. Nördlich der Bahngleise gelangt man über eine Fußgänger-Hängebrücke zum Metro Toronto Convention Centre.
Durch die zentrale Lage ist das Rogers Centre sowohl mit der U-Bahn als auch mit Straßenbahnen und Bussen zu erreichen. Über den rund 500 Meter langen überdachten Fußweg Skywalk, der bis an den CN Tower führt, ist das Rogers Centre seit 1989 an den Hauptbahnhof und die unterirdischen Passagen des PATH angeschlossen. Durch eine weitere 180 Meter lange Skywalk-Brücke von der Simocoe Street gelangt man als Fußgänger vom Norden ebenfalls zum Stadion über die Bahngleise, welche die Stadt wie eine Schneise trennen.

## Geschichte

### Hintergrund
Die Idee für ein geschlossenes Sportstadion geht auf November 1982 zurück, als in einem Spiel des Grey Cups im Exhibition Stadium ein enorm heftiger Regenschauer Tausende von Zuschauern in den überdachten Teil des Stadions drängte. Die Zuschauer flüchteten durchnässt in die völlig überfüllten Waschräume. Unter den Zuschauern befand sich Bill Davis, der damalige Premierminister von Ontario. Gleichzeitig verfolgten über 7.862.000 Zuschauer das Spiel am Fernsehen – was gleichzeitig die bis dahin höchste Einschaltquote war – und wurden Zeugen der unzumutbaren Bedingungen. Als am Folgetag bei der City Hall zehntausende Sportfans die Gewinner des Grey Cups feierten, skandierten sie gleichzeitig „We want a dome! We want a dome!“ (deutsch „Wir wollen eine Kuppel! Wir wollen eine Kuppel!“). Damit begann die Diskussion um ein allwettertaugliches Stadion.
Im Juni 1983 kündigte Premierminister Davis offiziell an, einen Ausschuss einzurichten, der die Machbarkeit der Errichtung einer Kuppel am Exhibition Stadium prüfen werde. Mitglieder des Ausschusses waren Paul Godfrey, Larry Grossman und der ehemalige Vorsitzender von Ontario Hydro Hugh Macaulay. In den nächsten Jahren entstanden verschiedene Vorschläge. Beispielsweise wurde erwogen, ein Stadion mit einer luftgestützten Kuppel zu bauen, ähnlich dem BC Place Stadium in Vancouver. 1985 wurde ein internationaler Architekturwettbewerb ins Leben gerufen. Neben einem entsprechenden Entwurf für das Stadion suchte man auch einen geeigneten Standort. Ursprünglich standen der Exhibition Place, der Downsview Airport und die York University zur Diskussion. Schließlich setzte sich ein Grundstück in unmittelbarer Nähe zum CN Tower durch, das nahe einem wichtigen Eisenbahn- und Verkehrsknotenpunkt in Toronto lag. Damit wertete man auch das CityPlace genannte Viertel in der südlichen Innenstadt auf, welches früher von der Canadian National Railway (CN) als Güterbahnhof genutzt wurde. Daher kaufte man für 150 Millionen Kanadische Dollar das Grundstück der Bahngesellschaft CN ab.
Den Entwurf für das Stadion selbst gewannen der Architekt Rod Robbie und der Ingenieur Michael Allan, die mit ihrem Konzept vor allem deswegen überzeugten, weil es das größte bewegliche Dach aller Finalisten vorsah und technisch ausgefeilt war.

### Bau
Der Generalunternehmer Ellis-Don Construction aus London in Ontario führte die Konstruktion des Stadions aus. Verschiedene Faktoren erschwerten die Bauarbeiten. So musste zunächst eine funktionierende Wasserpumpstation auf dem Grundstück umgesiedelt werden. Zudem war der Boden durch industrielle Nutzung kontaminiert. Da das Gelände zuvor der Bahngesellschaft CN gehört hatte, mussten entsprechende Gebäude abgerissen oder verschoben werden. Wegen archäologischer Funde war eine besondere Sorgfalt bei den Grabungsarbeiten für das Fundament notwendig. Die Pumpstation St. John wurde einige Meter verschoben und befindet sich heute südlich des Stadions. Die Grundsteinlegung erfolgte am 3. Oktober 1986.
Das komplett einfahrbare Dach des Stadions war weltweit das erste seiner Art. Weil man großen Wert auf die funktionale Zuverlässigkeit legte, hielten die Konstrukteure die Technik bewusst einfach. Gleichzeitig sollte die Gestaltung des Daches an eine Kuppel erinnern. Mit dem Einsatz bewährter Technologien sollten verschiedene Probleme, die beim Bau des Montrealer Olympiastadions aufgetreten waren, vermieden werden.

### Finanzierung
Die Baukosten von rund 570 Millionen Dollar teilten sich die kanadische Bundesregierung, die Provinzregierung von Ontario, die Stadt Toronto und ein Konsortium von über 30 Unternehmen. Dabei trug die öffentliche Hand nur rund 30 Millionen der Kosten. Die drei kanadischen Brauereien Labatt’, Molson und Carling O’Keefe trugen je fünf Millionen Dollar. Dazu kamen zahlreiche Unternehmen, die eine der 161 sogenannten Skyboxes finanzierten. Diese speziellen Lounges bieten Platz für jeweils 16 bis 40 Personen, beinhalten neben vier Parkplätzen auch ein eigenes Werbefeld und konnten für 150.000 bis 225.000 Dollar pro Jahr (1989) geleast werden.
Das Finanzierungsmodell stieß auf einige Kritik. Zum einen gab es keine öffentliche Ausschreibung für die Lieferungen und Ausrüstungen. Zum anderen empfand man die Exklusivität für Unternehmen, die sich mit fünf Millionen Dollar beteiligten und damit eine bis zu 99 Jahre dauernde Vertragslaufzeit erhielten, als unfair. Zu den unterzeichnenden Unternehmen gehörten Coca-Cola, TSN und CIBC. Diese Form der Ausschließlichkeit galt auch für Werbeverträge. Dadurch ergab sich die Situation, dass es Pepsi nicht erlaubt war, ihre Werbebanner bei einem Madonna-Konzert anzubringen. Pepsi erklärte damals, dass sie bereit gewesen wären, für die Vertragsbedingungen weit über 5 Millionen Dollar zu zahlen. Lokale Medien bezeichneten den Beitrag für die Werbung als „skandalös niedrig“.

### Namensfindung und Eröffnung
In einem 1987 von der Zeitung Toronto Sun gesponserten, weltweiten Namensfindungwettbewerb wurde der Name ermittelt. Über 150.000 Einreichungen mit 12.897 verschiedenen Namen gingen an die Auswahlkommission ein. Die vier verbliebenen Favoriten waren Towerdome, Harbourdome, SkyDome und The Dome. Über 2.000 Wettbewerbsteilnehmer hatten SkyDome vorgeschlagen. Per Losverfahren wurde Kellie Watson aus Wallaceburg in Ontario als Siegerin ermittelt, die damit eine lebenslange Eintrittskarte für alle Veranstaltungen des SkyDome gewann.
Die offizielle Eröffnungsfeierlichkeit fand am 3. Juni 1989 unter dem Motto „The Opening of SkyDome: A Celebration“ statt. Sportreporter Brian Williams moderierte die live vom Fernsehsender CBC ausgestrahlte Feier. Den über 50.000 Besuchern wurden an diesem Tag mehrere verschiedene Aufführungen dargeboten. An der Eröffnung anwesend waren unter anderen der Jazzpianist und Komponist Oscar Peterson, die Schauspielerin Andrea Martin, der Künstler André-Philippe Gagnon und die Rockband Glass Tiger. Der damalige Premierminister von Ontario, David Peterson, aktivierte das Öffnen des Daches durch einen Laserstrahl. Im Laufe der Feierlichkeiten ergoss sich ein Wolkenbruch über die Stadt. Trotzdem wurde das Dach nicht geschlossen, da im späteren Ablauf eine Gruppe von Fallschirmspringern Teil des Programms waren.
Am 5. Juni 1989 fand mit einem Baseballspiel der Toronto Blue Jays das erste Sportereignis im SkyDome statt.

### Probleme in den 1990er Jahren
Das Stadion geriet bereits wenige Jahre nach seiner Eröffnung zum finanziellen und damit auch zum politischen Problem für den liberalen Premierminister David Peterson. Im Jahr 1990 gewann Bob Rae von der Ontario New Democratic Party die Wahlen. Er ließ die finanzielle Situation überprüfen, die einen enormen Schuldenstand aufdeckte. Das Stadion hätte an 600 Tagen im Jahr ausgebucht sein müssen, um wieder schwarze Zahlen schreiben zu können. Im ersten Jahr waren durch das operative Geschäft 17 Millionen Dollar erwirtschaftet worden. Dem gegenüber standen 40 Millionen Dollar zur Tilgung der Schulden. Es wurde festgestellt, dass die sofortige Eingliederung eines Luxushotels und eines Wellness-Clubs durch die Stadium Corporation of Ontario Limited (Stadco) zusätzliche Kosten in Höhe von 112 Millionen Dollar aufbürdeten.
Da die Provinz in eine Rezession schlitterte, ernannte Bob Rae die Hochschulprofessoren Bruce Kidd und Bob White zu den Vorsitzendes der Stadco, um den wachsenden Schulden Herr zu werden. Es gab allerdings keine Möglichkeit, die Kosten rückgängig zu machen. Da die Provinzregierung in der Haftung stand, schwand die Unterstützung in der Öffentlichkeit für das Stadion mit seinen aufgeblähten Kosten und wurde damit zum sogenannten „weißen Elefanten“. Im März 1994 war Rae gezwungen, alle ausstehenden Schulden durch das Finanzministerium der Provinz begleichen zu lassen, und musste das Stadion zu einem sehr geminderten Preis von 151 Millionen Dollar an private Konsortialträger verkaufen.
Im November 1998 musste Gläubigerschutz beantragt werden. Einer der Hauptgründe war, dass die meisten Verträge für die Skyboxes zur Verlängerung anstanden und aufgrund eines Versehens die Mietverträge nur für zehn Jahre ausgelegt worden waren. Das gesunkene Marktinteresse an den zwei im Stadium beheimateten Sportteams führte damit bei weiteren Unternehmen zu einem sinkenden Interesse, sich an einer Skybox zu beteiligen. Dazu kam, dass das nahe gelegene Air Canada Centre im Bau befindlich war und die Spiele der in der Stadt besonders beachteten Mannschaften, Toronto Maple Leafs und der Emporkömmling Toronto Raptors, künftig dort stattfinden würden. Viele Unternehmen konnten es sich auch finanziell nicht leisten, in beiden Stadien eigene Lounges zu unterhalten.
Ende 1998 kaufte Sportsco International LP das Stadion für 85 Millionen Dollar aus dem Insolvenzschutz.

### Erwerb durch Rogers und Umbenennung

Logo seit der Umbenennung in Rogers Centre

2004 erwarb das in Toronto ansässige kanadische Telekommunikationsunternehmen Rogers Communications, das auch Muttergesellschaft der Blue Jays ist, für 25 Millionen Dollar Anteile am SkyDome. Am 2. Februar 2005 verkündete der Firmengründer und damalige CEO Ted Rogers, dass sein Unternehmen die Unterstützung der Blue Jays signifikant auf 210 Millionen Dollar für die nächsten drei Jahre erhöhen werde und ein Vertrag zur Umbenennung des SkyDoms unterzeichnet werde. Nach dem Kauf für nur 25 Millionen Dollar ersetzte Rogers den ehemals hochmodernen JumboTron-Monitor durch eine neue Leinwand von Daktronics und weitere Monitore. Außerdem tauschte man den alten Kunstrasen AstroTurf gegen den moderneren FieldTurf aus.
Im Mai 2005 einigten sich Rogers und die Toronto Argonauts auf drei Fünfjahresverträge bis 2019. Das Canadian-Football-Team hat allerdings nach Ablauf jeder der drei Einzelverträge die Möglichkeit, aus der Vereinbarung herauszutreten.
Im November 2005 wurde die Wartehalle des Rogers Centre komplett überarbeitet und vergrößert. Darüber hinaus renovierte man 43 Luxus-Lounges und baute einige davon in größere Partyräume um, die bis zu 150 Personen fassen. Im Winter 2005/06 wurden das Clubhaus und der Kraftraum der Blue Jays erneuert sowie einige Fassadenarbeiten durchgeführt.
Im April 2006 wurde das Rogers Centre das erste komplett rauchfreie Gebäude Kanadas. Die Entscheidung dazu fußte auf einem Erlass der Provinzregierung, welche am 1. Juni 2006 in Kraft treten sollte. Das hatte auch zur Folge, dass es keine Raucherräume oder entsprechende Zonen im Stadion gibt. In einer Erklärung vom 7. April 2009 verpflichteten sich die Stadionbetreiber, an drei Spielterminen den Ausschank von Alkohol zu unterbinden.

### Umbau
Im Juli 2022 wurde der Umbau des Rogers Centre über zwei Jahre zu einem auf den Baseball ausgerichteten Stadion angekündigt. Die Pläne stammen von Populous. Die Baumaßnahmen sollen 300 Mio. CAD (rund 215,8 Mio. Euro) kosten und privat finanziert werden. Im November des Jahres konnte die erste Phase der Renovierung abgeschlossen werden.

## Beschreibung

### Architektur und Bautechnik

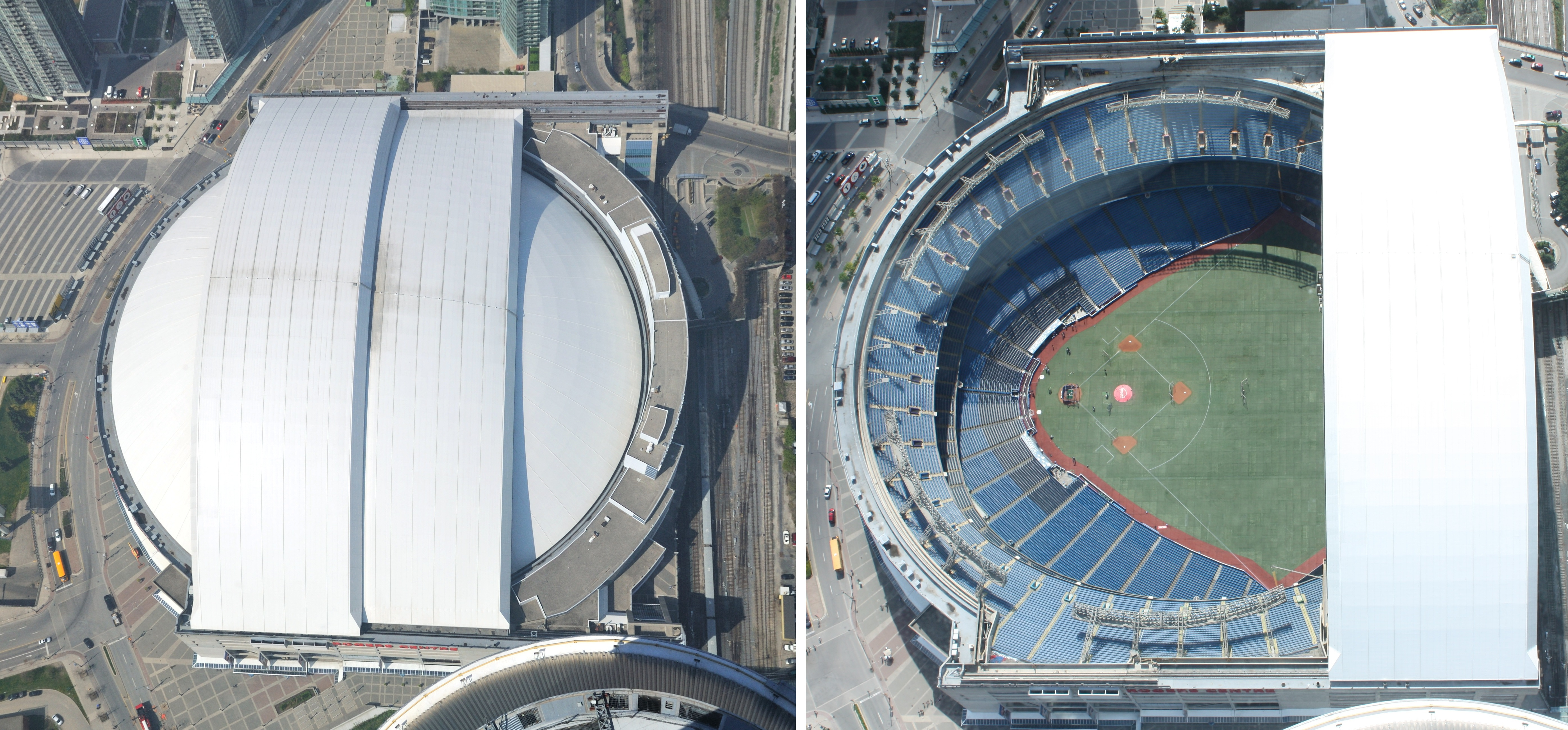
Das Rogers Centre bei geschlossenem und bei maximal geöffnetem Dach

Das Rogers Centre besteht aus einer Betonbasis mit kreisförmigen Grundriss von etwa 220 Meter Durchmesser und einem aus mehreren Segmenten geformten weißen Dach. Im Inneren des Stadions befindet sich ein Baseballfeld, dessen sich öffnendes Außenfeld (Outfield) in Richtung Nordnordwest ausgerichtet ist. Die Haupteingänge befinden sich in Richtung Süden, zur Seeseite, weitere Eingänge verteilen sich auf West und Ostseite.
Das Bauwerk war das erste Sportstadion mit einem vollständig zurückfahrbaren Dach. Das 6.808 Tonnen schwere Kuppeldach besteht aus vier Elementen, von denen drei mit rund 5.557 Tonnen Masse über ein Schienensystem teleskopartig ineinander verstaubar sind. Im geöffneten Zustand werden die drei beweglichen Dachpaneele über das vierte unbewegliche und kleinste Element geschoben. Dazu werden die beiden mittleren Elemente seitlich zum nördlich gelegenen halbrunden Element bewegt und das südliche halbkreisförmige Element um 180 Grad gedreht, damit anschließend im Inneren alle Paneele übereinander untergebracht werden können. Die Elemente werden von 54 Antriebsmotoren, die von 750 PS starken Generatoren betrieben werden, und einem System aus Stahlketten bewegt. Die längste Spannweite des Dachs beträgt 205,5 Meter, die Höhe über dem Spielfeld 86 Meter; das Bauwerk als Ganzes ist an seiner höchsten Stelle 92 Meter hoch. Bei günstigen Wetterverhältnissen kann das Dach innerhalb von 20 Minuten komplett geöffnet und in derselben Zeit auch wieder vollständig geschlossen werden. Bei vollständig geöffnetem Dach befinden sich 91 % der Sitzplätze unter freiem Himmel; es bedeckt insgesamt eine Fläche von 32.100 Quadratmetern.
Das Dach ist so konstruiert, dass es im geschlossenen Zustand zwar akustisch isoliert, aber trotzdem eine Dampfbildung im Inneren verzögert. Es ist zudem thermisch isoliert und hält einem hohen mechanischen Druck stand. In den Berechnungen wurden Schneedruck, der sich aus fünf Wintern ansammeln kann, ebenso berücksichtigt wie die stärksten Windstürme, welche die Stadt statistisch gesehen alle 300 Jahre einmal heimsuchen. Das Dach kann damit einem Druck von 3,6 kN/m² aushalten, was einer Windgeschwindigkeit von rund 268 km/h entspricht. Sogar den Absturz eines kleinen Flugzeuges kann es damit überstehen. Das gänzlich aus Stahl bestehende Dach wurde mit einer weißen, wetterfesten und 1,2 Millimeter dicken PVC-Membran überzogen. Das Bauwerk wurde aufwändigen Tests im Windkanal unterzogen. Von besonderem Interesse war ein Test, bei dem ein Modell im Maßstab 1:500 mit geschlossenem Dach und allen umgebenden Bauwerken in einem Radius von 600 Meter um das Gebäude verwendet wurde. Auf der Basis dieser Tests konnte ermittelt werden, dass der Stadionbau Winden standhalten könne, die sich statistisch nur einmal in 100 Jahren ereignen.
Das Rogers Centre hat insgesamt elf Stockwerke, zwei Kellergeschosse und verfügt über 14 Aufzüge. Das Stadion kann im Rahmen von Führungen auch von Touristen besichtigt werden; nachts wird es beleuchtet.

### Videoleinwand
Das Rogers Centre verfügt insgesamt über fünf Farb-Videoleinwände und zwei bernsteinfarbene. Das zentrale und größte misst 10 Meter in der Höhe und 34 Meter in der Breite. Es wurde 2005 von der Firma Daktronics ausgetauscht und basiert auf modularer LED-Technik, so dass notwendige Reparaturen während einer Veranstaltung sehr rasch durchführbar sind. Ursprünglich war die Leinwand ein Sony JumboTron und war zur Zeit ihrer Installation 1989 die größte Videoleinwand Nordamerikas. Allein die Leinwand kostete rund 17 Millionen Dollar.
Das Stadion mit seiner komfortablen Ausstattung an Leinwänden war mehrfach Ort für Public Viewing. Beispielsweise wurden hier die Fernsehserien Cheers und Raumschiff Enterprise: Das nächste Jahrhundert ebenso ausgestrahlt wie die Beerdigungsprozession von Prinzessin Diana. Fußballfans konnten am 9. Juli 2006 das Endspiel der Fußball-Weltmeisterschaft in Deutschland verfolgen.

### Kunst

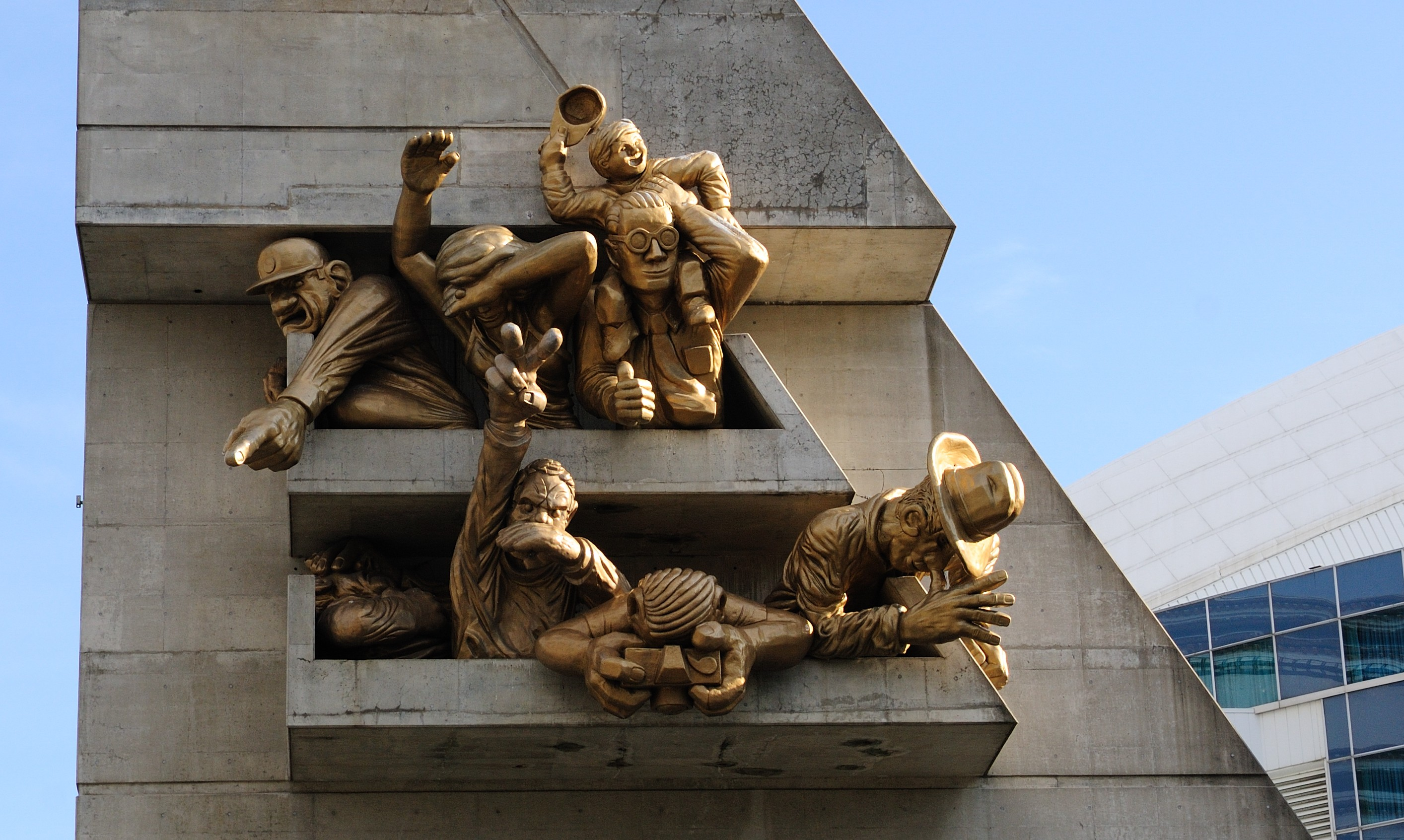
Skulptur am Rogers Centre

Im Jahr der Eröffnung des SkyDome 1989 wurden über fünf Millionen Dollar für Kunst im öffentlichen Raum außer- und innerhalb des Stadions ausgegeben. Darunter befindet sich eine goldfarbene Skulpturenreihe des kanadischen Künstlers Michael Snow The Audience, die überlebensgroß Fans in unterschiedlichen Feier- und Jubelposen am Nordost- und Nordwesteingang darstellt.
Am Tor 5 zwischen dem Südost- und Südwesteingang befindet sich das Werk A Tribute to Baseball von Lutz Haufschild. An der Nordseite der Wartehalle ist die Glas- und Stahlskulptur The Art of the Possible von Mimi Gellman anzuschauen. Sie wurde von den 2000 Bauarbeitern des SkyDome unterschrieben und ihnen zu Ehren errichtet. Die während der Fundamentarbeiten gemachten Funde wie Flintenkugeln und Keramikstücken aus der Kolonialzeit sind ebenfalls in das Kunstwerk integriert. Salmon Run ist eine von Susan Schelle geschaffener Springbrunnen am Südosteingang und zeigt verschiedene Lachse aus rostfrei gearbeiteten Stahl. Der Springbrunnen Spiral Fountain stammt von Judith Schwarz.

## Nutzung

### Nutzung als Sportstätte

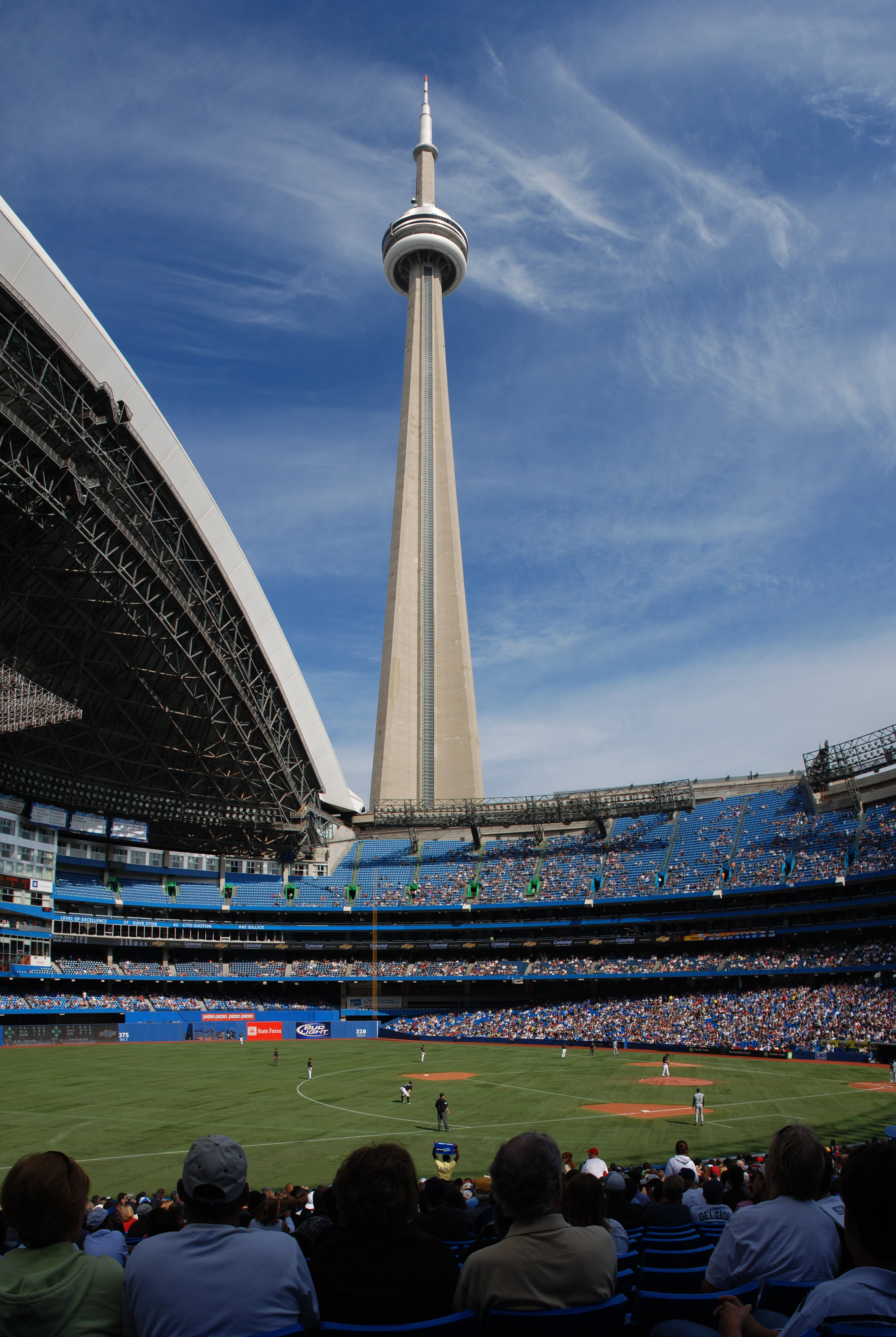
Spielfeld des geöffneten Rogers Center mit benachbartem CN Tower

Das Rogers Centre ist die Heimspielstätte der Toronto Blue Jays (Baseball). Bis 2015 waren die Toronto Argonauts (Canadian Football) im Rogers Centre beheimatet. 2016 zog man ins BMO Field um. Abhängig von der Sportveranstaltung fasst das Stadion 37.000 bis über 52.000 Zuschauer. Von 1995 bis 1999 waren auch die Toronto Raptors (Basketball) hier beheimatet. Der Umbau vom Baseball- zum Footballstadion dauert etwa zehn bis zwölf Stunden. Inzwischen sind die Raptors in das neu errichtete Air Canada Centre umgezogen, da sich das Rogers Centre für Basketballspiele als weniger geeignet erwies. Viele Zuschauer auf den oberen Rängen konnten das Spiel nur über die Videoleinwand verfolgen, weil sie zu weit vom Spielfeld saßen. Von 2008 bis 2013 trugen die Buffalo Bills jedes Jahr ein Heimspiel im Rogers Centre aus.
Das Spielfeld während der Sportveranstaltungen ist aus Kunstrasen, und zwar war es in den Jahren 1989 bis 2004 AstroTurf; seit 2005 verwendet man FieldTurf.
Neben den regulären Sportveranstaltungen fanden im Rogers Centre auch Fußball, Cricket, Gaelic Football, Australian Football und Spiele des NCAA International Bowl statt. In den Jahren 1985, 1986 und 1990 fand hier der Tennisturnier ATP Toronto Indoor statt. Januar 2007 fand hier das erste damals neu ins Leben gerufene International Bowl statt, als die Mannschaften der Western Michigan University und der University of Cincinnati aufeinander trafen.
Auch der für das Canadian Football wichtige Grey Cup fand bisher dreimal im SkyDome bzw. Rogers Centre statt. Das erste Mal am 26. November 1989 (77. Grey Cup) und das zweite Mal am 29. November 1992 (80. Grey Cup). Der 95. Grey Cup der Canadian Football League (CFL) wurde am 25. November 2007 im mit 52.230 Zuschauern vollbesetzten und ausverkauften Stadion ausgetragen. In den Jahren 1992 und 1993 war das Rogers Centre Austragungsort der Spiele der World Series. Im Jahr 2009 fand die erste Runde der World Baseball Classic statt. Zwei weitere Großereignisse waren die zwei Showkampf-Wettbewerbe WrestleMania VI und WrestleMania X8 am 1. April 1990 respektive am 17. März 2002 im jeweils ausverkauften SkyDome. Letzte stellte mit 68.237 Zuschauern einen immer noch gültigen Besucherrekord des Stadions auf.
Am 1. Juni 1997 fand ein Leichtathletik-Laufduell statt, bei dem der „schnellste Mann der Welt“ gekürt werden sollte. Dazu traten die Olympiasieger Donovan Bailey und Michael Johnson auf der selten gelaufenen Strecke von 150 Metern gegeneinander an. Über 60 Länder sicherten sich die Fernsehübertragungsrechte für dieses Ereignis und für den Sieger wurde eine Prämie von 1 Million Dollar ausgelobt. Das im Vorfeld mit hohen Erwartungen behaftete Rennen enttäuschte allerdings, da Michael Johnson von Beginn des Laufs an aussichtslos zurücklag und wegen einer Verletzung sogar aufgeben musste. Bailey erreichte mit 14,99 Sekunden als erster die Ziellinie. Das ungleiche Duell ließ die Veranstaltung allerdings fragwürdig erscheinen.
1997 wurde hier die Eröffnungsfeier der 6. Special Olympics World Winter Games abgehalten.
Neben nationalen und internationalen Sportwettbewerben ist das Rogers Centre auch Austragungsort wichtiger Wettkämpfe von High Schools und Colleges, beispielsweise von 1989 bis 2003 der Vanier Cup, ein Football-Wettbewerb des Canadian Interuniversity Sport. Seit 2008 findet hier der Metro Bowl statt, die Finalkämpfen von High-School-Footballmannschaften des Greater Toronto Area.

### Nutzung für Konzerte
Bei Musikkonzerten beträgt das Fassungsvermögen zwischen 10.000 und 55.000 Menschen. Das Stadion hat verschiedene speziell auf Konzerte ausgelegte Konfigurationsmöglichkeiten. Ein kleineres Theater kann zwischen 5000 und 7000 Zuschauer fassen. Die Konzerthalle, auch als SkyTent bezeichnet, kann je nach Bestuhlung zwischen 10.000 und 25.000 Besucher aufnehmen. Aufgrund der Konstruktion des Stadions und der verwendeten Baumaterialien ist die Akustik nicht besonders gut. Insbesondere variieren die Lautstärke und die Tonqualität innerhalb des Stadions stark. Daher hat die Popularität für Musikveranstaltungen in den vergangenen Jahren entsprechend abgenommen, wovon das Air Canada Centre profitiert. Im SkyTent sorgen eine Reihe akustischer Vorhänge für die Reduzierung von Klangverzerrungen und Verbesserung der Klangqualität durch dämpfenden Nachhall rund um das Stadion.

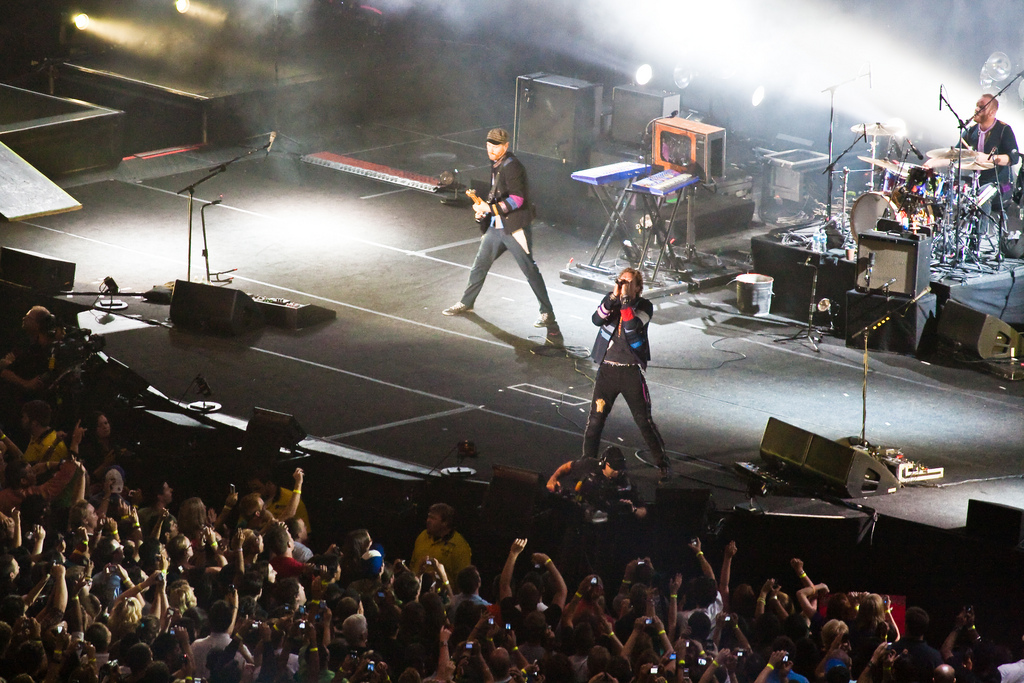
Konzert der Band Coldplay im Rogers Centre

Bereits kurz nach seiner Eröffnung war das Rogers Centre ein vielfach genutzter Veranstaltungsort für große Rockkonzerte und andere Musikereignisse. Im Stadion sind bereits eine Menge internationaler Stars aufgetreten, darunter Metallica, Madonna, U2, Depeche Mode, The Rolling Stones, Die drei Tenöre, Radiohead, Simon & Garfunkel, Garth Brooks, Backstreet Boys, Roger Waters, Black Sabbath, AC/DC, Limp Bizkit, Eminem, Janet Jackson, Avril Lavigne, Jonas Brothers und Cher.
Das Rogers Centre wurde bisher nur dreimal für Open-Air-Konzerte geöffnet: Einmal für Bruce Springsteens Show 2003 und zweimal 2009 für die 360° Tour von U2.
Einer der bemerkenswertesten Vorfälle ereignet sich am 29. Mai 1990, dem dritten und letzten Auftritt der Blond Ambition World Tour der Sängerin Madonna im Rogers Centre. Die Welttournee war bereits im Vorfeld umstritten, weil ihre Showdarbietung als zu anstößig galt. Die Polizei rückte vor Ort an und drohte mit der Verhaftung der Künstlerin. Die Show fand jedoch planmäßig ohne weitere Sanktionen statt.

### Weitere Nutzung

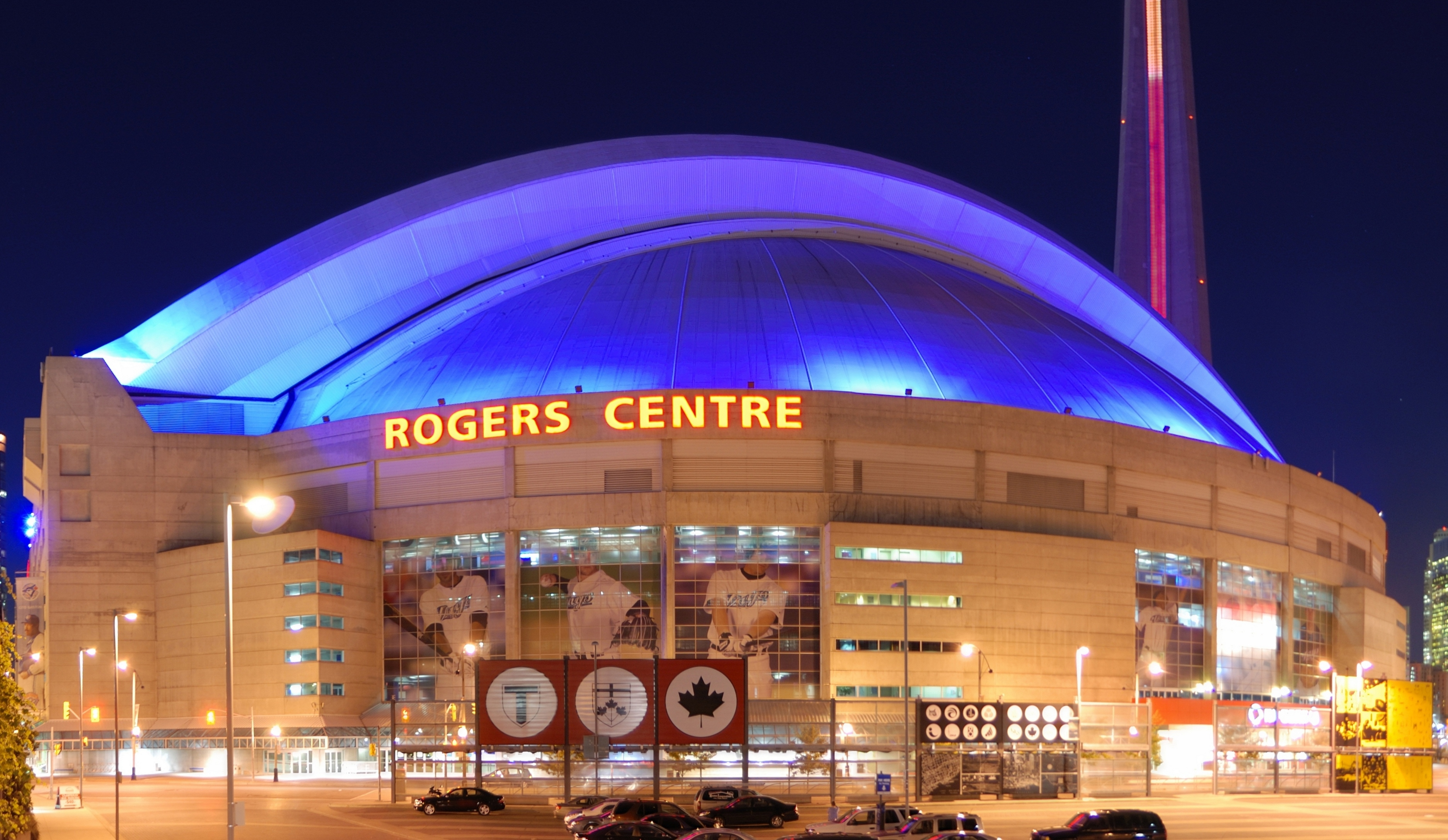
Rogers Centre bei Nacht

Das Rogers Centre verfügt über 13.300 Quadratmeter Ausstellungsfläche, die für verschiedene Messen und Anlässe genutzt werden. Mehrmals im Jahr finden Automobilausstellungen statt. Zu den bekanntesten gehört die Canadian International AutoShow, die teilweise im Metro Toronto Convention Centre und im Rogers Centre abgehalten wird. Die im Februar stattfindende Veranstaltung lockt rund 300.000 Besucher an. Neben den Veranstaltungen der World Wrestling Entertainment fanden auch Eisrevues, Motorsportveranstaltungen mit Monstertrucks aber auch Zirkusvorstellungen statt. Die Eröffnungsveranstaltung der 16. internationalen AIDS-Konferenz fand am 13. August 2006 ebenfalls im Rogers Centre statt.
Die Arena ist auch Schauplatz öffentlicher Reden oder Lesungen. Neben Nelson Mandela sprachen auch der Prediger Billy Graham und der Dalai Lama Tendzin Gyatsho im Rogers Centre. Am 24. Oktober 2000 fand die größte öffentliche Buchlesung von der Harry-Potter-Autorin Joanne K. Rowling statt.
Im Inneren des Rogers Centre befindet sich eine Filiale des Hard Rock Cafe mit Blick auf das Spielfeld. Allerdings wird der Pachtvertrag über das Jahr 2010 hinaus nicht mehr verlängert. Neben drei Restaurants und einem großen Fitnessstudio beherbergt das Stadion auch ein Renaissance Hotel mit 348 Zimmern, von denen 70 einen Blick auf das Spielfeld ermöglichen. Die Toronto Blue Jays sowie die kanadische Firma Ticketmaster haben im Rogers Centre ihren Hauptsitz.